# Jampes
Jampes is een bestuurslaag in het regentschap Nganjuk van de provincie Oost-Java, Indonesië. Jampes telt 1862 inwoners (volkstelling 2010).